# María Cayetana de Silva
María del Pilar Teresa Cayetana de Silva Álvarez de Toledo, duchesse d'Albe, née à Séville le 10 juin 1762 et morte à Madrid le 23 juillet 1802, est une aristocrate espagnole.

## Biographie
María Teresa, comme on l'appelait dans son milieu familial, était la treizième duchesse d'Albe de Tormes. Comme elle n'a pas eu de descendance, le titre s'est transmis à son parent Carlos Miguel Fitz-James Stuart. La duchesse, dans la hiérarchie espagnole de ce temps venait directement après la reine.

### Relation avec Francisco de Goya

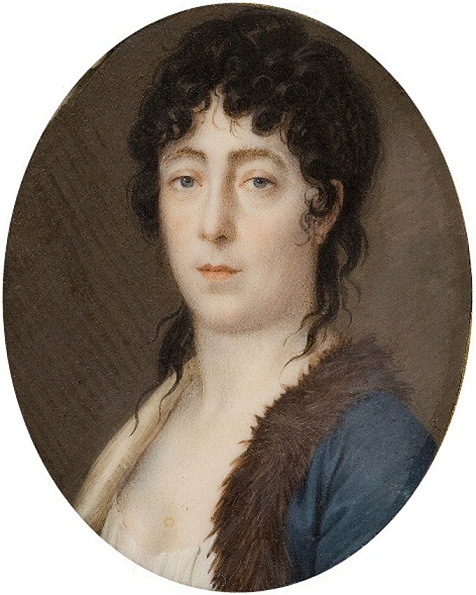
María Teresa de Silva, c.1805.

La duchesse d'Albe est connue pour sa relation amoureuse avec le peintre Francisco de Goya, alors que les origines humbles de Goya — bien qu’il soit alors riche et célèbre — le placent bien en dessous. L’attitude de la duchesse est insolite ; c’est une provocation de la part d’une femme connue à la fois pour son charme mais aussi pour ses caprices et son égocentrisme. On dit d’elle que « quand elle passe, tous courent à la fenêtre » et la Reine, avec une pointe de malice, dit qu’elle est « …encore splendide comme au soleil de sa jeunesse ».
On raconte que la duchesse rendit un jour visite à Goya dans son atelier et lui demanda de la maquiller. Par la suite, Goya confia à un ami que ce fut un plaisir plus grand que de peindre une toile. L’épisode est certainement emblématique du caractère du personnage.
L’épisode du maquillage eut probablement lieu en 1795. Goya, qui est alors un célèbre portraitiste, académicien de l’académie royale des beaux-arts de San Fernando connaît don José Alvarez de Toledo, marquis de Villafranca qui lui commande un portrait et celui de son épouse. María Teresa de Silva a trente-trois ans, a été mariée à treize ans, et n’a pas d’enfant. Sa passion pour Goya commence avec les poses pour ce portrait.
Deux ans plus tard, à la mort du duc, Goya la rejoint à Sanlúcar, et peint La Duchesse d'Alba en noir , dans une pose similaire à ce portrait, plus divers éléments témoignant de l’évolution de leurs rapports. La duchesse est alors âgée de 35 ans. Elle est représentée avec un châle noir, marque du deuil. Son majeur pointe le sol où est écrit « solo goya » (« seulement Goya »).
On a pensé qu'elle a été le modèle des deux tableaux La Maja nue et La Maja vêtue, thèse reprise dans le film La Maja nue (1958) où elle est incarnée par Ava Gardner. Mais, pour de nombreux historiens, Pepita Tudó en aurait été le modèle.

## Iconographie

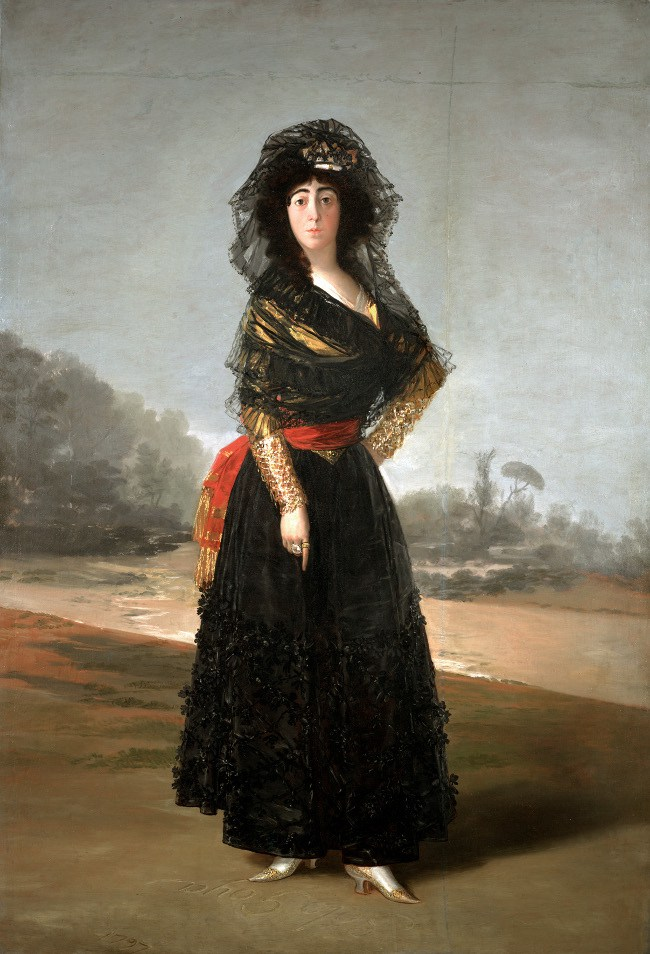
Portrait de la duchesse d'Alba en noir.
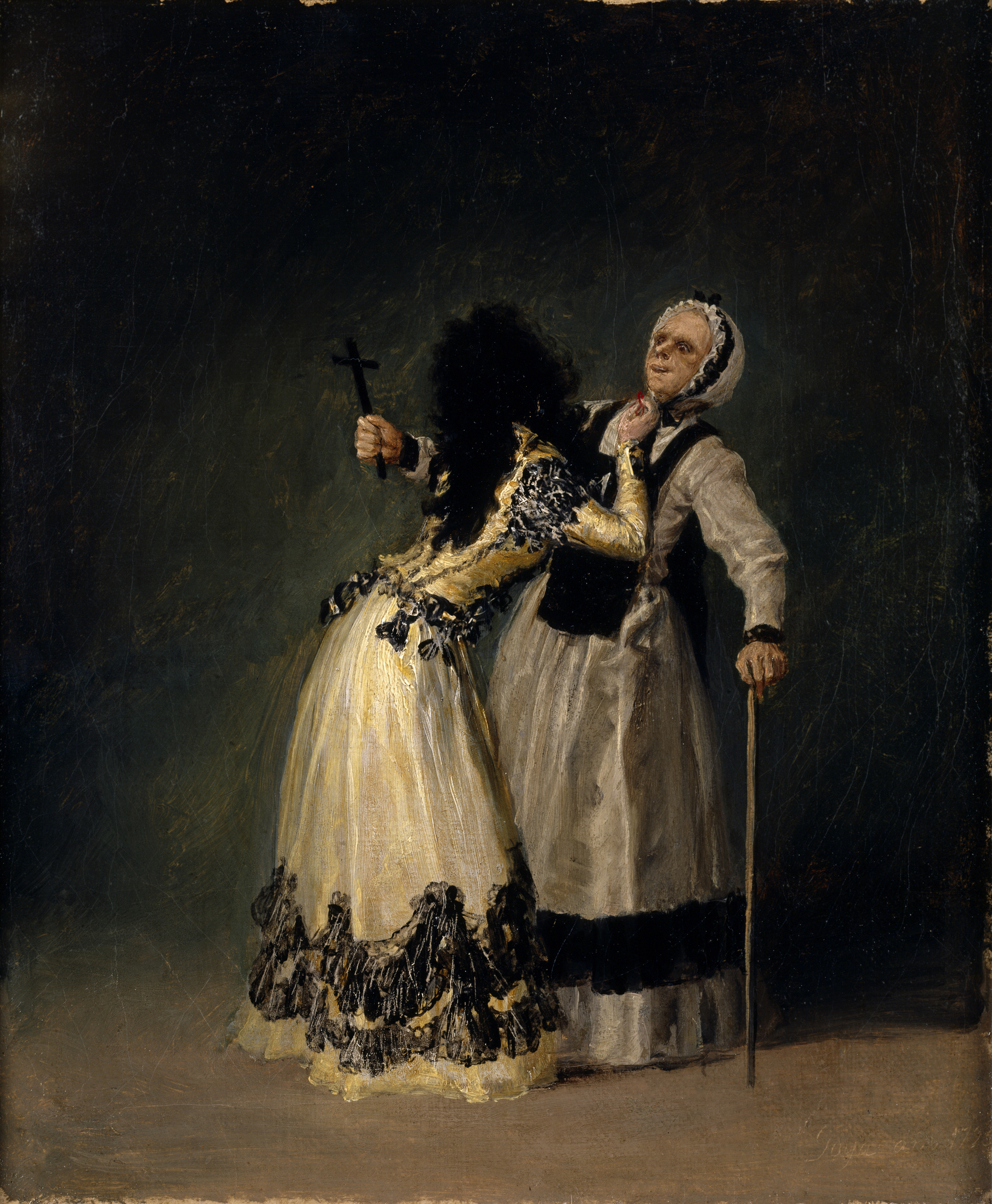
La Duchesse d'Alba et la bigote.